# Genevieve Longman
Genevieve Longman (* 2. Oktober 1995 in Perth) ist eine australische Wasserballspielerin. Sie gewann 2024 eine olympische Silbermedaille.

## Sportliche Karriere
Die 1,75 Meter große Genevieve Longman hat ein Studium im Fach internationale Beziehungen an der University of Western Australia und ein Rechtsstudium an der University of Technology, Sydney (UTS) abgeschlossen. Sie spielte 2024 als Torhüterin für das Team der UTS. 2019 nahm sie mit der australischen Studentinnenmannschaft bei der Universiade in Neapel teil und belegte den fünften Platz.
In der australischen Nationalmannschaft war Longman ab 2022 Ersatztorhüterin hinter Gabriella Palm. Bei der Weltmeisterschaft in Budapest belegten die Australierinnen den sechsten Platz. 2023 bei der Weltmeisterschaft in Fukuoka gewannen die Australierinnen im Viertelfinale gegen die Griechinnen. Im Halbfinale verloren sie gegen die Spanierinnen mit 10:12. Im Spiel um den dritten Platz unterlagen sie den Italienerinnen mit 14:16. 2024 verloren die Australierinnen bei der Weltmeisterschaft in Doha im Viertelfinale gegen das Team aus den Vereinigten Staaten und belegten letztlich den sechsten Platz. Ein halbes Jahr später erreichte die australische Mannschaft beim olympischen Wasserballturnier in Paris das Halbfinale durch einen Viertelfinalsieg über die Griechinnen. Im Halbfinale bezwangen die Australierinnen das Team aus den Vereinigten Staaten nach Penaltyschießen. Während des gesamten Spiels hatte Gabriella Palm das Tor gehütet. Nachdem Palm beim Penaltyschießen die ersten zwei Schüsse nicht verteidigen konnte, wurde Longman eingewechselt und konnte die nächsten drei Würfe ebenfalls nicht parieren. Danach kehrte Palm beim Stand von 6:5 zurück und hielt den entscheidenden Wurf von Maddie Musselman. Im Finale unterlagen die Australierinnen den Spanierinnen mit 9:11, Longman kam im Finale nicht zum Einsatz.